# Rio Nasva
O rio Nasva é um rio da Estônia, no condado de Saaremaa. Possui 3 km de extensão.